# We Butter the Bread with Butter
We Butter The Bread With Butter (досл. англ. Мы мажем хлеб маслом, сокращается до WBTBWB) — немецкая метал-группа из Берлина, созданная в 2007 году Марселем Нойманом и Тобиасом Шульткой. Изначально проект имел скорее шуточный характер, но со временем перерос в полноценную группу. В настоящий момент выпущено 5 альбомов, последний из которых, «Das Album», увидел свет в сентябре 2021 года.

## История

### Das Monster aus dem SchrankиDer Tag an dem die Welt unterging(2007—2012)
В 2008 году вышел дебютный альбом Das Monster aus dem Schrank (с нем. — «Монстр Из Шкафа») и группа отправилась в Infiziert-Tour 2008 (Infected-Tour), вместе с немецкой металкор-группой Callejon, пост-хардкор-группой Parachutes и американской пост-хардкор группой A Day to Remember по городам Германии. После этого группа приступила к записи нового альбома Der Tag an dem die Welt unterging (с нем. — «День, когда мир рухнул»), который был выпущен 14 мая 2010 года в Германии, США и Японии. Во время создания данного диска к группе присоединились три новых участника: Кеннет Иэн Дункан, ставший вторым гитаристом, Максимилиано Паули Сокс, играющий на басу, и Джан Ёзгюнсюр, ставший первым барабанщиком группы. После нескольких концертов в поддержку нового альбома, в июне 2010 года вокалист Тобиас Шультка уходит из группы. Причиной послужило желание посвятить больше времени для создания игр на iOS. С тех пор Шультка заменён на Пауля Барцша.
28 июня 2012 Кеннет Иэн Дункан на своей страничке в Facebook сообщил, что покидает группу, сославшись на творческие и личные разногласия. Позже он собрал группу Desasterkids.

### Projekt HerzиPledge(2012)
28 октября 2012 года на своем YouTube-канале группа опубликовала видео, в котором сообщается что в скором времени у группы ожидается релиз EP и третьего полноформатного альбома.
На следующий день группа опубликовала обложку своего первого мини-альбома под названием Projekt Herz EP (с нем. — «Проект Сердце»).
22 ноября группа анонсировала кампанию на pledgemusic.com по сбору средств на запись полноформатного альбома, снятию видеоклипов и возможность посетить как можно больше стран в рамках мирового тура.
За все время существования кампании группа собрала почти в два раза больше средств (193 %) чем было необходимо.
19 декабря 2012 года в свет выходит Projekt Herz EP. В нём группа хотела поэкспериментировать и показать, как далеко они могут зайти в плане музыки, за что EP был плохо принят фанатами и критиками.

### Goldkinder(2013—2014)
21 апреля 2013 года группа опубликовала обложку третьего альбома Goldkinder (с нем. — «Золотые Дети») который должен выйти 9 августа 2013 года.
До выхода альбома группа выпускает два сингла «Pyroman & Astronaut» и «Das Uhrwerk» и видеоклип на песню «Alles Was Ich Will».
9 августа 2013 года группа выпускает альбом Goldkinder, в котором также продолжает экспериментировать над собственным стилем.
13 августа 2013 года группа публикует второе музыкальное видео на песню «Meine Brille».
После выхода альбома группа отправилась в мировой тур в поддержку нового альбома.
12 июня 2014 года группа выпускает сингл «Weltmeister» и клип на него.
1 октября Пауль совместно с Акселем «Hardbox» Гольдманном выпускают кавер на песню Falco — Out Of The Dark.

### Wieder Geil!(2015—2016)
12 апреля 2015 года вышел первый сингл с альбома под названием «Ich mach was mit Medien». 5 мая состоялся релиз второго сингла «Bang Bang Bang». На оба сингла были опубликованы лирик-видео.
12 мая был выпущен клип на песню «Berlin, Berlin!».
Альбом «Wieder Geil!»  вышел 22 мая 2015 года.
5 июня выпущен клип на песню «Exorzist».
В конце августа стало известно, что басист Максимильян Сокс покинул группу по состоянию здоровья, оставаясь при этом в хороших отношениях с музыкантами. Его заменил Аксель «Hardbox» Гольдманн.
В октябре 2015 года отправились в тур Wieder Geil, проходящий на территории Германии, завершающийся концертом в Гамбурге 18 декабря.
1 марта 2016 года был выпущен клип на песню «Rockstar».

### Новый материал (2017—2020)
20 января 2017 года был выпущен новый сингл и клип «Klicks. Likes. Fame. Geil!».
1 апреля 2017 года выходит трек «The Lion Sleeps Tonight», авторами которого является гитарист WBTBWB Марсель Нойманн и бывший вокалист Тобиас «Tobi» Шультка.
14 ноября 2017 года вышел кавер на песню британского рэпера Big Shaq «Mans Not Hot».
18 октября 2018 года вышел трек «Geist» американской группы The Browning, при участии Пауля Барцша.
В январе-феврале 2019 года создается DJ-команда под названием Paul & One с Паулем Барцшем и Акселем Голдманном в составе.
12 апреля 2019 года в своём Instagram вокалист Пауль Барцш опубликовал пост, где поблагодарил всех за многолетнюю поддержку, а также дополнил своё письмо хештегами «всему приходит конец» и «новая глава». Позже он подтвердил, что покинул группу, при этом не завязав с творчеством окончательно, и опроверг её распад.
26 июля Марсель Нойманн в Instagram сообщил, что помимо основной работы он также продолжает писать новый альбом We Butter The Bread With Butter.
27 октября 2019 года в официальном Instagram коллектива было объявлено о возвращении Тобиаса Шультки. Голдманн и Ёзгюнсюр перестают принимать участие в жизни группы.
В конце 2019 года выходит клип на новую песню Dreh Auf!.
В декабре группа в формате дуэта Нойманна и Шультки едет в совместный с Electric Callboy тур.
В октябре 2020 года создается металкор-группа Risen from Shadow, в которой выступают Марсель Нойманн и Аксель Голдманн в качестве гитариста и басиста.

### Das Album (2021)
В мае 2021 года WBTBWB выпускают собственную версию песни Electric Callboy «Hypa Hypa», на которую группы сняли совместный клип. Отдельная версия данной композиции была выпущена при участии Акселя Голдманна.
27 мая 2021 года, в Instagram коллектива был анонсирован новый альбом Das Album, который должен выйти в 24 сентября того же года и куда войдет ранее выпускаемый сингл группы Dreh Auf!. Через ночь после анонса все эксклюзивные виниловые пластики с альбомом на немецком веб-сайте Impericon были распроданы.
Точный состав группы на момент 2021 года неизвестен, однако распространением информации о новом альбоме занимались Тобиас Шультка и Марсель Нойманн, при том, что Джан Ёзгюнсюр и Аксель Голдманн официально не заявляли о выходе из группы.

## Участники
Текущие участники
- Марсель «Marcie» Нойманн — гитара, программирование, бэк-вокал (2007–настоящее время), бас-гитара (2007–2010)
- Тобиас «Tobi» Шультка — вокал (2007–2010, 2019–настоящее время), программирование ударных (2007–2010)

Бывшие участники
- Кеннет Йен Дункан — гитара (2010–2012)
- Максимилиан Паули Сокс — бас-гитара, бэк-вокал (2010–2015)
- Пауль «Борщ» Барцш — вокал (2010–2019)
- Джан Ёзгюнсюр — ударные (2010–2019)
- Аксель Голдманн — бас-гитара, бэк-вокал (2015–2019)

## Дискография

### Студийные альбомы
| Год                                                           | Подробности                                                                | Позиции в чартах | Позиции в чартах |
| Год                                                           | Подробности                                                                | GER              | AUT              |
| ------------------------------------------------------------- | -------------------------------------------------------------------------- | ---------------- | ---------------- |
| 2008                                                          | Das Monster aus dem Schrank - Выпущен: 21 ноября 2008 - Лейбл: Redfield    | —                | —                |
| 2010                                                          | Der Tag an dem die Welt unterging - Выпущен: 14 мая 2010 - Лейбл: Redfield | —                | —                |
| 2013                                                          | Goldkinder - Выпущен: 9 августа 2013 - Лейбл: саморелиз                    | 27               | 70               |
| 2015                                                          | Wieder Geil! - Выпущен: 22 мая 2015 - Лейбл: AFM                           | 31               | —                |
| 2021                                                          | Das Album - Выпущен: 24 сентября 2021 - Лейбл: AFM                         | —                | —                |
| «—» означает отсутствие альбома в чартах на данной территории |                                                                            |                  |                  |

### Мини-альбомы (EP)
| Год  | Подробности                                                   |
| ---- | ------------------------------------------------------------- |
| 2012 | Projekt Herz EP - Выпущен: 19 декабря 2012 - Лейбл: саморелиз |

### Синглы
- «Pyroman & Astronaut» (2013)
- «Das Uhrwerk» (2013)
- «Alles was ich will» (2013)
- «Weltmeister» (2014)
- «Ich mach was mit Medien» (2015)
- «Bang Bang Bang» (2015)
- «Berlin, Berlin!» (2015)
- «Anarchy» (2015)
- «Klicks. Likes. Fame. Geil!» (2017)
- «Mans Not Hot (Big Shaq cover)» (2017)
- «Dreh Auf!» (2019)
- «Hypa Hypa» (совместно с Electric Callboy) (2021)
- «20 km/h» (2021)

### Демозаписи
- Demo (2007)
- Misc. Songs (2009)

### Клипы
| Год  | Название                                                                         | Альбом                  | Режиссёр                        |
| ---- | -------------------------------------------------------------------------------- | ----------------------- | ------------------------------- |
| 2013 | «Alles was ich will» Архивная копия от 13 марта 2016 на Wayback Machine          | Goldkinder              | Зёрен Шаллер, Мартин Грау       |
| 2013 | «Meine Brille» Архивная копия от 10 марта 2016 на Wayback Machine                | Goldkinder              | Зёрен Шаллер, Мартин Грау       |
| 2014 | «Ohne Herz» Архивная копия от 28 июля 2015 на Wayback Machine                    | Goldkinder              | н/д                             |
| 2014 | «Weltmeister» Архивная копия от 31 октября 2015 на Wayback Machine               | внеальбомная композиция | н/д                             |
| 2015 | «Berlin, Berlin!» Архивная копия от 10 декабря 2015 на Wayback Machine           | Wieder Geil!            | We Butter The Bread With Butter |
| 2015 | «Exorzist» Архивная копия от 12 августа 2015 на Wayback Machine                  | Wieder Geil!            | н/д                             |
| 2016 | «Rockstar» Архивная копия от 9 марта 2016 на Wayback Machine                     | Wieder Geil!            | н/д                             |
| 2017 | «Klicks. Likes. Fame. Geil!» Архивная копия от 4 февраля 2017 на Wayback Machine | н/д                     | н/д                             |
| 2019 | «Dreh Auf!» Архивная копия от 3 декабря 2019 на Wayback Machine                  | Das Album               | н/д                             |
| 2021 | «20 km/h» Архивная копия от 10 октября 2021 на Wayback Machine                   | Das Album               | Schillo Brothers                |
| 2021 | «N!CE» Архивная копия от 10 октября 2021 на Wayback Machine                      | Das Album               | Peter Grünheim                  |